# Brandon Scherff

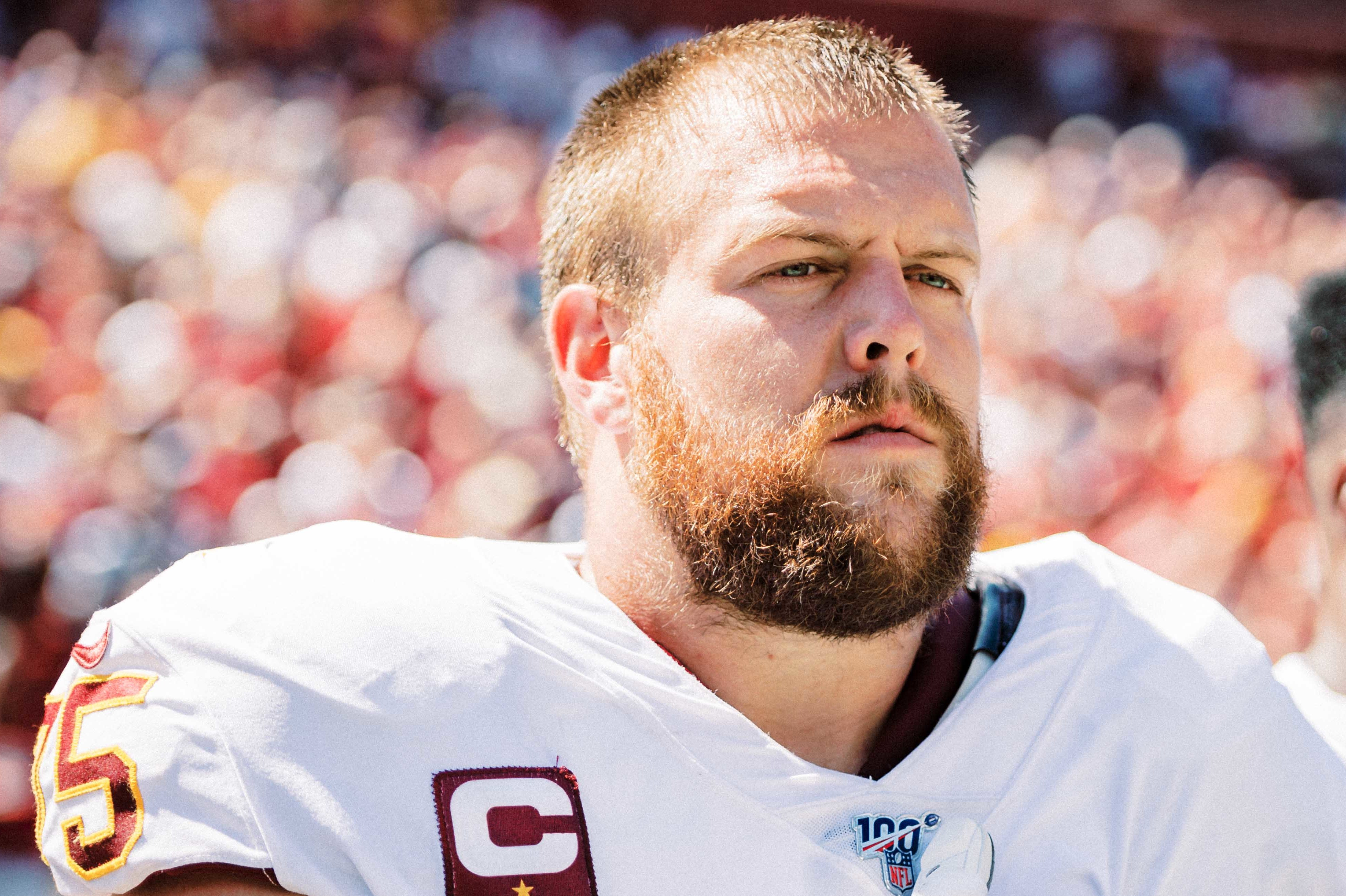
Scherff con Washington en 2019.

Brandon Scherff (nacido el 26 de diciembre de 1991) es un jugador profesional estadounidense de fútbol americano que juega en la posición de guard y milita en los Jacksonville Jaguars de la National Football League (NFL).

## Biografía
Scherff asistió a la preparatoria Denison High School en Denison, Iowa, donde practicó fútbol americano y lacrosse. Al finalizar la preparatoria, fue considerado como un atleta tres estrellas en la posición de offensive tackle por Rivals.com.
Posteriormente, asistió a la Universidad de Iowa donde jugó con los Iowa Hawkeyes desde 2011 hasta 2014. Luego de jugar como guardia en 2011, fue movido a la posición de tackle derecho. El 20 de octubre de 2012 ante Penn State, sufrió una fractura de peroné y un tobillo dislocado, por lo que se perdió el resto de la temporada.
A pesar de ser considerado uno de los mejores linieros ofensivos al finalizar la temporada 2013, Scherff decidió jugar en 2014, su último año universitario. Al finalizar la temporada 2014, fue galardonado con el Trofeo Outland como el mejor liniero interior del país y fue nombrado al equipo All-American.

## Carrera profesional

### Washington Redskins
Scherff fue seleccionado por los Washington Redskins en la primera ronda (puesto 5) del Draft de la NFL de 2015. El 12 de mayo de 2015, Scherff firmó un contrato de cuatro años y $21,21 millones totalmente garantizado con el equipo.
Entró al campo de entrenamiento compitiendo con Morgan Moses por la posición de tackle derecho titular, pero fue movido a guardia derecho antes del comienzo de la temporada regular. Fue titular en los 16 partidos de la temporada 2015, participó en un total de 752 jugadas y ayudó a los Redskins a terminar en el primer lugar de la división NFC Este con récord de 9-7.
En 2016, su segunda temporada como profesional, nuevamente inició los 16 partidos de la temporada regular como titular, y debido a su buen desempeño fue elegido por primera vez al Pro Bowl, reconocimiento que ganó otra vez al año siguiente luego de ser titular en 14 juegos.
En 2018, los Redskins ejercieron la opción de quinto año en el contrato de Scherff. Sin embargo, en la Semana 9 de la temporada se desgarró un pectoral y fue colocado en la lista de reservas lesionados por el resto del año. Regresó al equipo en 2019 y fue elegido al Pro Bowl por tercera vez en su carrera, aunque solo participó en 11 juegos debido a diversas lesiones.
En 2020, Scherff fue titular en 13 juegos y fue nombrado por cuarta vez al Pro Bowl. También se convirtió en el primer jugador de Washington en ser nombrado al primer equipo All-Pro desde el pateador Matt Turk en 1996.
En 2021, Scherff participó en solo 11 juegos debido a un esguince en el ligamento colateral tibial que sufrió ante los Atlanta Falcons en la Semana 4. Sin embargo, fue convocado a su quinto Pro Bowl, tercero de manera consecutiva, y finalizó con una calificación general de 73.7 por parte de Pro Football Focus.

### Jacksonville Jaguars
Scherff firmó un contrato de tres años y $49,5 millones con los Jacksonville Jaguars el 16 de marzo de 2022. En ese año, fue titular en los 17 juegos de temporada regular.
En 2023, nuevamente fue titular en 17 encuentros, y ayudó a los Jaguars con sus habilidades de bloqueo en jugadas de pase.